# ダーナ
ダーナ（DVNA）はオーストラリア・ゴールドコースト出身のプロデューサー、ボーカリスト、ソングライター。

## 略歴
オーストラリア・ゴールドコースト出身。
7～8歳の頃から近所のバンドのバッキングトラックを作ったり、両親がミュージシャンであるダーナはシルヴァーチェアーからビートルズ、フランク・ザッパまで、あらゆる種類の音楽を聴いて育った。ローリング・ストーンズのコンサートで寝てしまったこともある。
高校卒業後から作詞作曲や自身で歌うことを始め、YouTubeにカバー動画の投稿をスタートした。当時、ニューヨークのプロデューサーに見出され、アメリカで半年間仕事を共にした。その時にダーナはただ歌ったり、作詞をするだけではなくトラック自体を完全にコントロールしたいと思うようになった。オーストラリアへ帰国後、サウンドトラックを作成するためのチュートリアルをYouTubeで何時間も見てサウンドを作り始めた。
2017年にダーナとして活動をスタートし、2018年にデビューシングル「Girl On The Move」をリリース。この楽曲がオーストラリアで毎年行われている音楽の祭典、"2019 Gold Coast Music Awards" にSONG OF THE YEAR にノミネートされるが、惜しくも受賞を逃す。
2019年にシングル「Looking Like A Snack」をリリース。この楽曲が "2020 Gold Coast Music Awards" でSONG OF THE YEAR を受賞。オーストラリアで最注目されているアーティストの1人とされている。
2020年2月に行われたオーストラリア最大級の音楽野外フェスティバル "Laneway Festival 2020 " に出演。
同年7月に「Sushi In Tokyo」で日本デビューを果たし、全国各地のラジオ局パワープレイ・エンディングテーマを13局獲得。ダーナは日本の文化が大好きで、友達とよくラーメンを食べている。

## バイオグラフィー
2018年
・Girl On The Move (2018年10月4日リリース）
2019年
・Looking Like a Snack (2019年3月28日リリース）
2020年
・Half Past Sober (2020年4月8日リリース）
・Sushi In Tokyo(2020年7月31日リリース）※日本デビューシングル
客演
2018年
・Little Things (feat.DVNA) - Tokyo Twilight (2018年8月9日リリース）